# Hammah
Hammah település Németországban, azon belül Alsó-Szászország tartományban. Lakosainak száma 3249 fő (2023. december 31.). Hammah Düdenbüttel és Stade községekkel határos.

## Népesség
A település népességének változása:
| Lakosok száma | 3086 | 3102 | 3081 | 3165 | 3225 | 3249 |
|               | 2016 | 2017 | 2019 | 2021 | 2022 | 2023 |